# Dead Ideas
Dead Ideas био је српски хардкор панк и кросовер треш бенд из Београда. Основан је 1990. године, а распуштен 1996. године.

## Историјат
Бенд је 1990. године основао басиста и вокалиста Дарко Марковић, међутим након њиховог првог наступа бенд је распуштен. Наредне године у јануару, са женском певачицом Јеленом Комненић и гитаристом Немањом Којићем Којотом, Марковић је реформисао бенд, коме се ускоро придружио и бубњар Игор Шкоро. У априли усте године бенд је снимио четири песме у студију Фокус у Београду, које су објављене на ЕПу Welcome To The Abyss под издавачком кућом Start Today Records.
Током маја 1992. године бенд је снимио осам нових песама у студију М у Новом Саду, али снимци никада нису пуштени. Материјал је на крају представљен на компакт касети као промотиван. Један од снимљених песам појавила се на компилацији Тито никад више! , а две су се појавиле на њиховом деби албуму Where To?, који је објављен 1993. године.
У јануару 1994. године бенд је објавио песму Wrong у студију Радија Б92, након успешног аступа на Олимпијади културе фестивалу на Палилули у Београду. Песме бенда појавиле су се на компилацијском албуму Радуо Утопиа (Б92: 1989-1994).
Деби албум Where to? објављен је 1994. године за Silver Cross Records. Материјал је снимљен у Да студију у Новим Бановцима, а продуцирао га је члан бенда Сварог, Зоран Ђуроски. Током 1994. бенд је наступао на фестивалу у италијанском граду Ровиго, поводом прикупљања средстава за обнову градске библиотеке у Сарајеву. Бенд је такође наступао у Словенији и Грчкој. Њихове песме појавиле су се на неколико компилација, укључујући хрватске Border compilation и Сретна младост, грчку Independent Vibrations и холандску музичку компилацију Women against the war.
Бенд је такође учествовао у снимању филма Гето — тајни живот града, у којем је глумио бубњар Електричног оргазма Горан Чавајда Чавке. Премијерно је приказан 1995. године. Током зиме исте године бенд је објавио ЕП Rejection, који је био доступан на компакт касети са четири песме које је објавио Silver Cross Records. У међувремену бенд је добио новог гитаристу Нинослава Филиповића Нина, док је Којић напустио бенд, формирајући Ајзберн. Убрзо након тога, бенд је распуштен.

## Дискографија

### Студијски албуми
- Where To? (1993)

### ЕП
- Welcome To The Abyss (1991)
- Rejection (1995)

### Гостовања на албумима и компилацијама
- Тито никада више! (1992)
- It's Up To You... (1994)
- No Border compilation (1994),
- Independent Vibrations (1994)
- Радио Утопија (B92: 1989-1994) (1994)
- Сретна младост (1994)
- Ми за мир (1995)
- It's All So Quiet On The Eastern Front (1996)
- Нећемо и недамо (1997)

### Видеографија
- Гето — тајни живот града (1995)